# Eric Shea
Eric Shea (Los Angeles, 14 febbraio 1960) è un attore statunitense, attivo come attore bambino dal 1966 al 1978.

## Biografia
Nato a Los Angeles (California) intraprende la carriera di attore bambino al pari dei fratelli Christopher e Stephen. Uno dei bambini a contratto per la Disney, è noto soprattutto per le sue interpretazioni nei film Appuntamento sotto il letto (1968) e L'avventura del Poseidon (1972) e nelle serie televisive Anna e io (1972) e Mary Hartman, Mary Hartman (1976-77).
Lasciato il mondo dello spettacolo alla fine degli anni settanta, nella vita lavora come tecnico elettricista.

## Filmografia

### Cinema
- Appuntamento sotto il letto (Yours, Mine and Ours), regia di Melville Shavelson (1968)
- Chicago Chicago (Gaily, Gaily), regia di Norman Jewison (1969)
- The Cockeyed Cowboys of Calico County, regia di Tony Leader e Ranald MacDougall (1970) non accreditato
- L'avventura del Poseidon (The Poseidon Adventure), regia di Ronald Neame (1972)
- Roger il re dei cieli (Ace Eli and Rodger of the Skies), regia di John Erman (1973)
- Un cowboy alle Hawaii (The Castaway Cowboy), regia di Vincent McEveety (1974)
- Smile, regia di Michael Ritchie (1975)

### Televisione
- Squadra speciale anticrimine (The Felony Squad) – serie TV, episodio 1x05 (1966)
- Batman – serie TV, 2 episodi (1966)
- Arrivano le spose (Here Come the Brides) – serie TV, 1 episodio (1968)
- Gunsmoke – serie TV, 3 episodi (1967-1969)
- The Flying Nun – serie TV, 1 episodio (1970)
- Una famiglia in guerra (Menace on the Mountain), regia di Vincent McEveety – film TV (1970)
- La tata e il professore (Nanny and the Professor) – serie TV, 2 episodi (1970-1971)
- La famiglia Brady (The Brady Bunch) – serie TV, 1 episodio (1972)
- Anna ed io (Anna and the King) – serie TV, 13 episodi (1972)
- Room 222 – serie TV, 1 episodio (1973)
- Alvin the Magnificent, regia di Tom Leetch – film TV (1973)
- The Whiz Kid and the Mystery at Riverton, regia di Tom Leetch – film TV (1974)
- Difesa a oltranza (Owen Marshall, Counselor at Law) – serie TV, 1 episodio (1974)
- Apollo tredici: un difficile rientro (Houston, We've Got a Problem), regia di Lawrence Doheny – film TV (1974)
- Bobby Parker and Company, regia di Bill Persky – film TV (1974)
- Squadra emergenza (Emergency!) – serie TV, 3 episodi (1974)
- McMillan e signora (McMillan & Wife) – serie TV, 1 episodio (1974)
- Adam-12 – serie TV, 2 episodi (1974)
- Shazam! – serie TV, 1 episodio (1975)
- The Whiz Kid and the Carnival Caper, regia di Tom Leetch – film TV (1976)
- Disneyland – serie TV, 8 episodi (1970-1976)
- La casa nella prateria (Little House on the Prairie) – serie TV, 2 episodi (1976)
- Mary Hartman, Mary Hartman – serie TV, 21 episodi (1976-1977)
- L'uomo di neve (When Every Day Was the Fourth of July), regia di Dan Curtis – film TV (1978)